# مارشال غودمان
مارشال غودمان (بالإنجليزية: Marshall Goodman)‏ هو كاتب أغاني ومنتج أسطوانات أمريكي، ولد في 31 يناير 1971.

## وصلات خارجية
- مارشال غودمان على موقع IMDb (الإنجليزية)
- مارشال غودمان على موقع ديسكوغز (الإنجليزية)
- مارشال غودمان على موقع قاعدة بيانات الفيلم (الإنجليزية)